# 滇小叶葎
滇小叶葎（学名：Galium asperifolium var. verrucifructum）为茜草科拉拉藤属下的一个变种。

## 扩展阅读
- 維基物種上的相關：滇小叶葎